# Benjamin Lear
Benjamin Lear (tudi Ben Lear), ameriški jahač in general, * 12. maj 1879, Hamilton, Ontario, Kanada, † 1. november 1966, Mufreesboro, Tennessee, ZDA.
Na poletnih olimpijskih igrah leta 1912 je osvojil ekipno bronasto medaljo v trodnevnem jahalnem dogodku.

## Življenjepis
Po prvi svetovni vojni je bil inštruktor in poveljnik več konjeniških enot.
Leta 1936 je bil povišan v generala in leta 1940 prevzel poveljstvo 2. armade. 
Leta 1943 je bil upokojen, ker je dosegel starostno omejitev, a je bil istočasno vpoklican nazaj v aktivno službo. 
Julija 1944 je postal poveljnik Evropskih kopenskih sil. Pozneje je postal namestnik poveljnika ETO, kjer je bil zadolžen za urjenje vojakov in premeščanje vojakov na bojišče.